# Miss Goiás 2018
Miss Goiás BE Emotion 2018 trata-se do título dado a mais bela goiana do Estado em 2018. Por não ter tempo hábil para realização de concurso, o certame comandado pela empresária Fátima Abranches decidiu indicar Giovanna Veríssimo, uma das sete finalistas do Miss Goiás 2016, como a nova detentora do título em busca do Miss Brasil 2018. Anunciada oficialmente dia 19 de Janeiro pelo jornal "O Popular", Veríssimo foi coroada em uma cerimônia privada no espaço "Confraria das Republikhas" no dia 29 de Janeiro, pela sua antecessora, Jeovanca Nascimento, Miss Goiás 2017.

## A indicada
Giovanna Veríssimo de Almeida foi a escolhida pela organização para ostentar a faixa estadual, a goianiense tem 23 anos e 1.74m de altura. Além de uma das modelos mais bem requisitadas do Estado, Giovanna estuda Direito e é bailarina clássica desde os 8 anos de idade. Ela dividiu sua infância entre o campo e a cidade, subindo em pés de manga e brincando de boneca. Aos 14, ainda muito jovem, começou a trabalhar profissionalmente como modelo e muito cedo, embarcou para trabalhos internacionais, passando temporadas de trabalho em países como Tailândia, Indonésia e Turquia. Na Índia, realizou seu trabalho mais marcante quando foi capa da revista "New Woman".
| “ | Muito mais do que uma referência de beleza, a nova Miss Goiás deverá representar a voz e a alma da mulher contemporânea, que busca cada vez mais respeito e direitos iguais. Ser bela, carismática e simpática é essencial. No entanto, é preciso saber usar tais qualidades para transformar e engajar a sociedade. A personalidade da Miss deve transcender em suas atitudes, pois a coroa não representa somente seus aspectos físicos, mas também a sua responsabilidade e o compromisso em inspirar as pessoas a se tornarem seres humanos melhores para o mundo. | ” |

Org. Miss Goiás BE Emotion.

## Resultado
| Posição  | Município & Candidata          |
| Indicada | - Goiânia - Giovanna Veríssimo |